# Medjugorje
Medjugorje és un poble del municipi de Čitluk, a la regió d'Hercegovina, 25 km al sud-oest de Mostar i a prop de la frontera entre Bòsnia i Hercegovina i Croàcia. Situat a 158 metres sobre el nivell del mar, el nom del poble significa literalment entre les muntanyes i té un clima mediterrani suau. Des del 1981, quan sis nens van assegurar haver presenciat una aparició de la Mare de Déu de Medjugorje, és un popular centre de peregrinació catòlic.

## Història
Entre les primeres dades que es tenen de l'indret hi ha el permís que l'Imperi Otomà va donar el 1566 per la construcció d'un monestir de l'Església Ortodoxa Sèrbia a la vall de Neretva. La primera referència als monjos del monestir de Žitomislić és del 1606. Les làpides de l'edat mitjana romanen al cementiri catòlic de Groblje Srebrenica, a Miletina i Vionica. En l'àrea del cementiri de Miletina s'han detectat estructures d'època romana, però les ruïnes no s'han excavat convenientment.
L'Església de Sant Jaume de Medjugorje va ser construïda per primera vegada el 1892 amb el bisbe de Mostar Paškal Buconjić. La gran creu situada dalt de l'anomenada Muntanya de la Creu es va construir el 1934.
El 24 de juny de 1981 sis nens del poble van tenir la primera aparició de la Mare de Déu de Medjugorje, i a partir d'aquest moment Medjugorje ha esdevingut una destinació popular del pelegrinatge cristià. Entre el 1981 i el 2010 es calcula que hi han anat uns 30 milions de pelegrins. Contràriament al que ha passat amb el Santuari de Fàtima o el Santuari de Lourdes, l'Església catòlica no ha reconegut oficialment les aparicions, però no posa cap impediment a les peregrinacions.